# Дайтінген
Дайтінген (нім. Deitingen) — громада  в Швейцарії в кантоні Золотурн, округ Вассерамт.

## Географія
Громада розташована на відстані близько 33 км на північний схід від Берна, 7 км на схід від Золотурна.
Дайтінген має площу 7,6 км², з яких на 25,3% дозволяється будівництво (житлове та будівництво доріг), 52,2% використовуються в сільськогосподарських цілях, 22% зайнято лісами, 0,5% не є продуктивними (річки, льодовики або гори).

## Демографія
2019 року в громаді мешкало 2220 осіб (+2,4% порівняно з 2010 роком), іноземців було 11,2%. Густота населення становила 292 осіб/км².
За віковим діапазоном населення розподілялося таким чином: 19,8% — особи молодші 20 років, 58,2% — особи у віці 20—64 років, 22% — особи у віці 65 років та старші. Було 957 помешкань (у середньому 2,3 особи в помешканні).
Із загальної кількості 936 працюючих 73 було зайнятих в первинному секторі, 353 — в обробній промисловості, 510 — в галузі послуг.